# Olbia Calcio 1905
Olbia Calcio 1905, zkráceně jen Olbia je italský fotbalový klub hrající v sezóně 2024/25 ve 4. italské fotbalové lize sídlící ve městě Olbia v regionu Sardinie.  
Zrod prvního městského fotbalového klubu byl nejistý, ale podle místních kronik byl počat v roce 1905 ve městě Terranova Pausania, nejprve pod názvem Olbia Gymnastics Society, podle článku v La Nuova Sardegna z toho dne, se zrodil jako gymnastický klub založený atletem  Egidia Serra. První prezident klubu bylo Agostino Amucana. První sezona ve třetí lize klub odehrál v sezoně 1939/40.
V roce 2010 se klub dostal do finančních potíží a musel být vyloučen ze čtvrté ligy do páté lize. Od sezony 2016/17 hraje ve třetí lize nepřetržitě již šestou sezonu.
Celkem ve třetí lize odehrál 18 sezon a nejlepšího umístění bylo 7. místo v sezoně 1968/69.

## Změny názvu klubu
- 1906/07 – 1937/38 – SG Olbia/US Olbia LC Terranovese/US Terranovese Liberi Calciatori Terranovesi Casalini (Società Ginnastica Olbia/U.S. Olbia LC Terranovese/US Terranovese Liberi Calciatori Terranovesi Casalini)
- 1938/39 – 1939/40 – G.I.L. Terranova (G.I.L. Terranova)
- 1940/41 – 1945/46 – G.I.L. Olbia (G.I.L. Olbia[)
- 1946/47 – 1982/83 – US Olbia (Unione Sportiva Olbia)
- 1983/84 – 2009/10 – Olbia Calcio(Olbia Calcio)
- 2010/11 – 2014/15 – ASD Olbia 1905 (Associazione Sportiva Dilettantistica Olbia 1905)
- 2015/16 – Olbia Calcio 1905 SSD(Olbia Calcio 1905 Società Sportiva Dilettantistica)
- 2016/17 – Olbia Calcio 1905 (Olbia Calcio 1905)

## Získané trofeje

### Vyhrané domácí soutěže
- 4. italská liga ( 3x )

1938/39, 1967/68, 1974/75
- 5. italská liga ( 3x )

1982/83, 1985/86, 2001/02

## Účast v ligách
| Úroveň soutěže | Název soutěže (nynější název) | První hraná sezona | Poslední hraná sezona | celkem odehraných sezon |
| -------------- | ----------------------------- | ------------------ | --------------------- | ----------------------- |
| 3              | Serie C                       | 1939/40            | 2023/24               | 19                      |
| 4              | Serie D                       | 1958/59            | 2024/25               | 37                      |
| 5              | Eccellenza                    | 1979/80            | 2014/15               | 11                      |

## Trenéři

### Známí trenéři v klubu
- Gino Colaussi (1951–1953)
- Angelo Domenghini (1977–1978)
- Marco Amelia (2024)